# Pamětní dvoueurové mince roku 2006

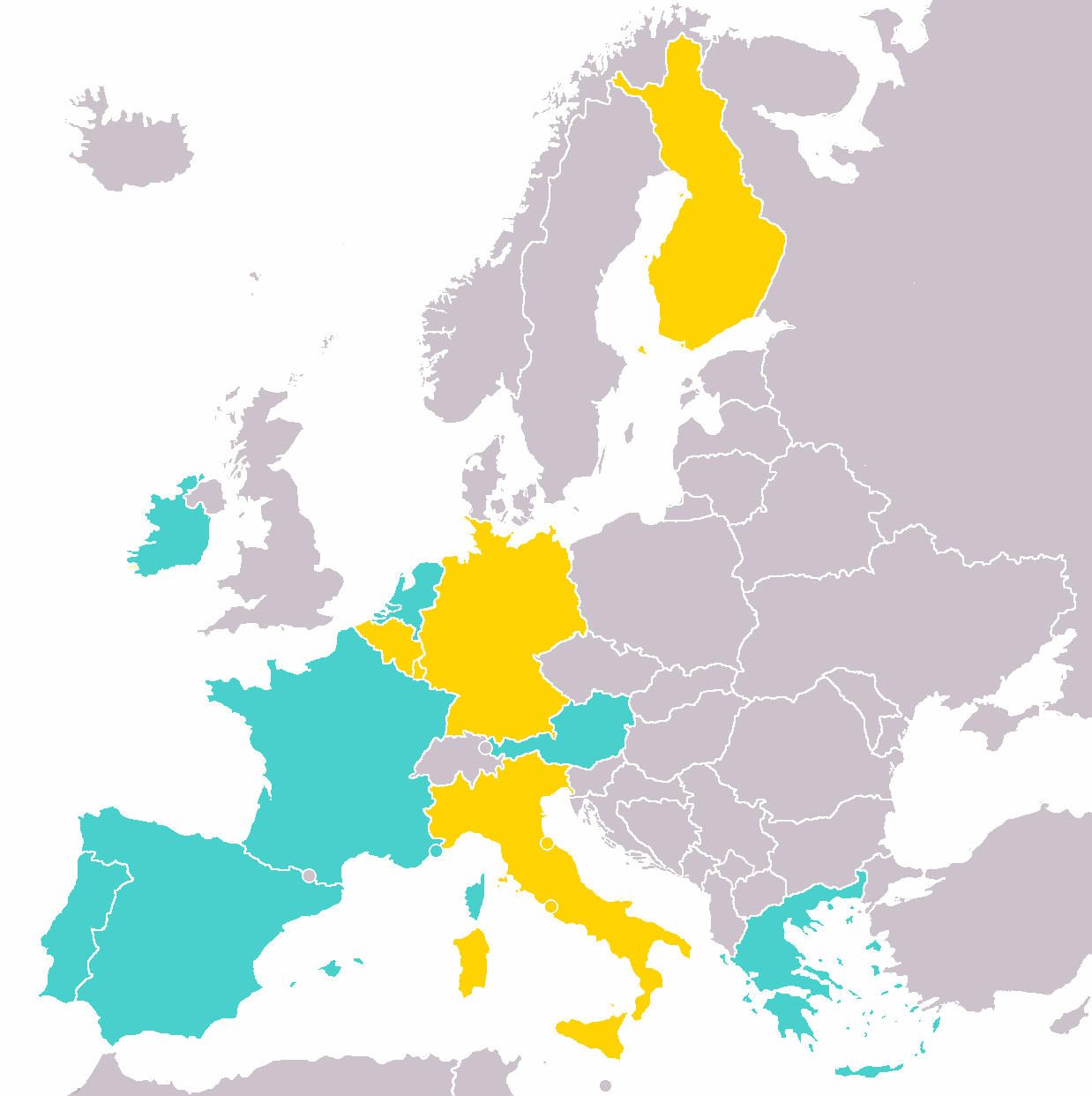
Jedna 2€ pamětní mince
Žádná 2€ pamětní mince
jiný evropský stát

Pamětní dvoueurové mince jsou speciální mince měny euro, které v roce 2006 vydalo sedm států. Evropská unie povolila od roku 2004 členským státům eurozóny (a Monaku, San Marinu a Vatikánu) vydávat omezený počet vlastních pamětních euromincí, ale pouze v hodnotě dvou eur. V roce 2006 této možnosti využilo Lucembursko, Německo, Itálie, Belgie, Finsko, San Marino a Vatikán.

## Přehled mincí
| Vydávající stát | Událost                                                    | Množství   | Datum            | Popis |
| --------------- | ---------------------------------------------------------- | ---------- | ---------------- | --- |
| Lucembursko     | 25. narozeniny dědičného velkovévody Guillauma             | 1 100 000  | 1. únor 2006     | Na minci je zobrazena podobizna velkovévody Jindřicha vpravo a podobizna dědičného velkovévody Guillauma vlevo vpředu - oba se dívají vpravo. Rok vydání se nachází pod podobiznami mezi písmenem „S“ a značkou mincovny. Nad podobiznami je napsáno „LËTZEBUERG“ a ve vnějším mezikruží se nachází 12 hvězd symbolizujících Evropskou unii. |
| Německo         | Holštýnská brána v Lübecku (Šlesvicko-Holštýnsko)          | 30 000 000 | 3. únor 2006     | Na minci je uprostřed zobrazen Holstentor v Lübecku a nápis „SCHLESWIG–HOLSTEIN“ pod bránou v prostřední části mince. Značka mincovny je vlevo a návrhářovy iniciály („HH“) jsou vpravo. V dolní polovině mezikruží je napsáno „BUNDESREPUBLIK DEUTSCHLAND“ a rok vydání je v horní polovině společně s dvanácti hvězdami. |
| Itálie          | Zimní olympijské hry 2006 v Turíně                         | 40 000 000 | 10. únor 2006    | Na minci je zobrazen lyžař při jízdě a známá pamětihodnost Turína, věž Mole Antonelliana (zobrazená také na italské eurominci 2 centy), společně s velkým množstvím nápisů: nad hlavou lyžaře - „GIOCHI INVERNALI“ ("zimní hry"), pod věží - „TORINO“ (italsky Turín), vedle lyžařova pravého stehna - iniciály rytce („MCC“), napravo od lyžaře - rok vydání (vertikálně), nalevo od věže - monogram Italské republiky („RI“) a značka mincovny („R“). Celý motiv obkružuje 12 hvězd Evropské unie. |
| Belgie          | Renovace Atomia v Bruselu                                  | 5 000 000  | 10. duben 2006   | Na minci je uprostřed zobrazeno Atomium, značky mincovny dole vpravo a vlevo od něj a návrhářovy iniciály („LL“) vpravo. Písmeno „B“ jako Belgie je napsáno v horní části vnějšího mezikruží, zatímco rok vydání v dolní části. 12 hvězd rozděleno do dvou skupin obklopuje celý motiv. |
| Finsko          | 100. výročí zavedení všeobecného a rovného volebního práva | 2 500 000  | 4. říjen 2006    | V prostřední části mince jsou zobrazeny dva stylizované obličeje, jeden mužský a jeden ženský, oddělené tenkou křivou čarou. Dvě značky mincovny jsou umístěny vlevo od každého obličeje. V levé části mince je napsáno datum přijetí všeobecného a rovného volebního práva ve Finsku (1. říjen 1906), ale napravo je rok vydání a označení státu („20 FI 06“). Vnější kruh je tvořen dvanácti hvězdami symbolizujícími Evropskou unii.                                                              |
| San Marino      | 500. výročí smrti Kryštofa Kolumba                         | 120 000    | 17. říjen 2006   | Ve středu mince je portrét Kryštofa Kolumba, otočeného doprava, před dvěma karavelami a karakou (Niña, Pinta a Santa María), se kterými plul při své první výpravě přes Atlantský oceán v roce 1492. Ve střední části nahoře je nápis „SAN MARINO“ s růžicí kompasu, uprostřed je značka mincovny „R“ a dole je kartuš s nápisem „1506 — 2006“ a iniciálami návrháře („LDS“). Celý motiv obkružuje 12 hvězd Evropské unie.                                                                           |
| Vatikán         | 500. výročí založení Švýcarské gardy                       | 120 000    | 9. listopad 2006 | Uprostřed mince je zobrazen příslušník Švýcarské gardy, který skládá svou přísahu. Drží v ruce vlajku Švýcarské gardy a dívá se doleva. V horní vnitřní části obklopuje vojáka nápis „GUARDIA SVIZZERA PONTIFICIA“ a v dolní části „CITTÁ DEL VATICANO“. Kromě těchto nápisů se zde vyskytují ještě další čtyři: rok „1506“ a podpis tvůrce mince „O. ROSSI“ nalevo a rok vyražení „2006“ se značkou mincovny „R“ napravo. Vnější mezikruží sestává pouze z dvanácti hvězd symbolizujících EU.       |